# Шахтёрское (Донецкая область)
Шахтёрское (укр. Шахтарське) — село на Украине, находится в Великоновосёлковском районе Донецкой области.
Код КОАТУУ — 1421286401. Население по переписи 2001 года составляет 1 154 человека. Почтовый индекс — 85560. Телефонный код — 6243.

## Адрес местного совета
85560, Донецкая область, Великоновосёлковский район, с. Шахтёрское, ул. Центральна, 32, 92-1-25